# Playmates Toys
Playmates Toys är ett leksakstillverkarföretag i Costa Mesa i Kalifornien, som också äger Playmates Holdings Ltd, som bildades 1966 och finns i Hongkong.